# Julia (Eurythmics)
Julia är den brittiska duon Eurythmics elfte singel och den andra från soundtrackalbumet 1984 (For the Love of Big Brother). Singeln, som släpptes i januari 1985, nådde fyrtiofjärde plats på brittiska singellistan.
"Julia" handlar om hjältinnan i George Orwells roman 1984 från 1949. 
En av textens verser lyder:
| ” | (Julia) When winter leaves her branches bare And icy breezes chill the air (Oh Julia) The freezing snow lies everywhere My darling, will we still be there? | „ |

Singelskivans omslag visar en stillbild på Suzanna Hamilton, som spelar Julia i filmen 1984.

## Låtförteckning och utgåvor

### Vinylsingel (7")
- A: "Julia" – 4:05
- B: "Ministry of Love" – 3:43

### Maxisingel (12")
- A: "Julia" (Extended Version) – 6:37
- B: "Ministry of Love" (Extended Version) – 5:11

### Vinylsingel (7" bildskiva)[2]
- A: "Julia" (4:05)
- B: "Ministry of Love" (3:43)

Denna singel består av en bildskiva och ett utfällbart omslag med en scen ur filmen 1984.